# Blind Channel
I Blind Channel sono un gruppo musicale nu metal finlandese fondato nel 2013 a Oulu.
Hanno rappresentato la Finlandia all'Eurovision Song Contest 2021 con il brano Dark Side.

## Storia del gruppo

### Primi anni (2013-2015)
Il gruppo è nato dall'incontro tra il cantante e chitarrista Joel Hokka e il chitarrista Joonas Porko a seguito dello scioglimento di due gruppi in cui militavano all'epoca della scuola; dopo qualche mese si sono uniti il bassista Olli Matela e il batterista Tommi Lalli su invito di Porko e infine anche il rapper e cantante Niko Vilhelm Molainen, conosciuto durante una festa a casa di quest'ultimo. Nell'agosto 2013 la formazione pubblica su SoundCloud il brano Save Me, che ha anticipato di un mese l'EP di quattro tracce Blind Channel. Il 2014 ha invece segnato l'uscita degli EP Antipode e Foreshadow, dopodiché hanno trionfato al Wacken Metal Battle 2014, vincendo il primo premio della categoria gruppi e guadagnando la possibilità di esibirsi al Wacken Open Air. Nella primavera del 2015 i Blind Channel sono stati scoperti da Riku Pääkkönen, fondatore della Spinefarm Records, che li ha scritturati attraverso un'altra sua etichetta, la finlandese Ranka Kustannus, con cui hanno pubblicato il singolo Unforgiving.

### Prime pubblicazioni (2016-2020)
Il 1º ottobre 2016 è stato pubblicato l'album di debutto Revolutions. Nello stesso anno sono stati il gruppo di supporto dei Simple Plan durante i loro concerti in Finlandia e nei paesi balcanici, mentre nel 2017 hanno aperto i concerti dei Royal Republic e degli Amaranthe. Nell'ottobre 2017 è stato pubblicato il singolo Sharks Love Blood, che ha anticipato il secondo album in studio Blood Brothers. Nel febbraio 2018 hanno invece aperto le date degli Hollywood Undead in Europa.
Il 6 marzo 2020 i Blind Channel hanno pubblicato il terzo album Violent Pop, composto da undici brani tra cui Timebomb con il produttore Alex Mattson, unitosi alla formazione durante lo stesso anno.

### L'Eurovision eLifestyles of the Sick & Dangerous(2021-2022)
Nel gennaio 2021 i Blind Channel sono stati confermati come partecipanti all'Uuden Musiikin Kilpailu, il format per la ricerca del rappresentante finlandese all'Eurovision Song Contest 2021, con il brano Dark Side. Nella selezione, svoltasi il 20 febbraio, sono stati proclamati vincitori sia dalle giurie che dal televoto. Ottenendo un netto margine di più di 300 punti rispetto ai secondi classificati, sono diventati i rappresentanti nazionali sul palco eurovisivo a Rotterdam. Dark Side è inoltre diventato il primo ingresso in classifica del gruppo: ha infatti raggiunto la vetta della Suomen virallinen lista, divenendo quello di maggior successo dell'intero anno. Nel maggio successivo, dopo essersi qualificati dalla seconda semifinale, i Blind Channel si sono esibiti nella finale eurovisiva a Rotterdam, dove si sono piazzati al 6º posto su 26 partecipanti con 301 punti totalizzati, regalando alla Finlandia il suo miglior piazzamento dall'edizione del 2006.
Il 20 maggio 2021 hanno firmato un contratto con la Century Media Records, per poi intraprendere successivamente la tournée Live on the Dark Side, tenutasi esclusivamente in Finlandia tra luglio e agosto. Durante lo svolgimento del tour è stato presentato il singolo Balboa, pubblicato come tale il 13 agosto. Un ulteriore singolo è stato We Are No Saints, presentato a novembre 2021 insieme al relativo video musicale.
Durante il 2022 il gruppo ha supportato i From Ashes to New negli Stati Uniti d'America e gli Electric Callboy in Europa. Nello stesso anno ha inoltre pubblicato il quarto album Lifestyles of the Sick & Dangerous, promosso dai singoli Bad Idea e Don't Fix Me, nonché dal Sick & Dangerous Tour 2022, prima tournée da headliner che è svolta in Europa tra agosto e settembre, dove sono stati accompagnati dai Lost Society.

## Formazione
Attuale
- Joonas Porko – chitarra, cori (2013-presente)
- Olli Matela – basso (2013-presente)
- Tommi Lalli – batteria (2013-presente)
- Niko Vilhelm Moilanen – voce (2013-presente), tastiera (2013-2020)
- Aleksi Kaunisvesi – tastiera, campionatore, percussioni (2020-presente)

Ex componenti
- Joel Hokka – voce, chitarra occasionale (2013-2025)

## Discografia

### Album in studio
- 2016 – Revolutions
- 2018 – Blood Brothers
- 2020 – Violent Pop
- 2022 – Lifestyles of the Sick & Dangerous
- 2024 – Exit Emotions

### EP
- 2014 – Foreshadow e Antipode

### Singoli
- 2014 – Calling Out
- 2014 – Naysayers
- 2015 – Unforgiving
- 2015 – Don't
- 2016 – Darker Than Black
- 2016 – Deja Fu
- 2016 – Enemy for Me
- 2017 – Can't Hold Us
- 2017 – Alone Against All
- 2017 – Sharks Love Blood
- 2018 – Wolfpack
- 2018 – Out of Town
- 2018 – Over My Dead Body
- 2019 – Timebomb (feat. Alex Mattson)
- 2019 – Snake (feat. GG6)
- 2019 – Died Enough for You
- 2020 – Fever
- 2020 – Gun
- 2020 – Left Outside Alone
- 2021 – Dark Side
- 2021 – Balboa
- 2021 – We Are No Saints
- 2022 – Bad Idea
- 2022 – Don't Fix Me
- 2022 – Alive or Only Burning (feat. Zero 9:36)
- 2023 – Flatline
- 2023 – Happy Doomsday
- 2023 – Deadzone
- 2024 – Die Another Day (feat. Rory)
- 2024 – XOXO (feat. From Ashes to New)
- 2024 – Everybody (Bloodbros Back)